# (37558) 1984 SG6
(37558) 1984 SG6 est un astéroïde de la ceinture principale d'astéroïdes découvert en 1984.

## Description
(37558) 1984 SG6 a été découvert le 22 septembre 1984 à l'observatoire de La Silla, au Chili, par Henri Debehogne.

### Caractéristiques orbitales
L'orbite de cet astéroïde est caractérisée par un demi-grand axe de 2,98 ua, un périhélie de 2,44 ua, une excentricité de 0,18 et une inclinaison de 12,84° par rapport à l'écliptique. Du fait de ces caractéristiques, à savoir un demi-grand axe compris entre 2 et 3,2 ua et un périhélie supérieur à 1,666 ua, il est classé, selon la JPL Small-Body Database, comme objet de la ceinture principale d'astéroïdes.

### Caractéristiques physiques
(37558) 1984 SG6 a une magnitude absolue (H) de 13,7 et un albédo estimé à 0,109.